# 저넷 알트웨그
저넷 엘리너 알트웨그(영어: Jeannette Eleanor Altwegg, CBE, 1930년 9월 8일 ~ )는 영국의 피겨 스케이팅 선수이다. 1952년 동계 올림픽 여자 싱글 부문에서 금메달을 땄고, 1948년 동계 올림픽에서 동메달을 땄다.

## 생애 및 선수 경력

### 생애
알트웨그는 인도 뭄바이에서 태어났다.
그녀는 스케이트를 그만두기 전에 1947년 윔블던 선수권 대회 주니어 결승에 진출했고, 경쟁력있는 테니스 신동이었다.

### 선수 경력
알트웨그는 자크 게르슈빌러(Jacques Gerschwiler)의 지도를 받았으며, 1952년 오슬로 동계 올림픽에서 금메달을 획득했다.
1993년에 세계 피겨 스케이팅 명예의 전당에 헌액되었다.

### 은퇴 이후
알트웨그는 현역에서 은퇴한 후, 스위스의 페스탈로치 어린이 마을(Kinderdorf Pestalozzi)에서 일했다.

## 서훈
- 1953년 대영 제국 훈장 3등급(CBE) 수훈[2]